# 黃泥頭
黃泥頭為香港沙田區的一條鄉村，鄰近大南寮、大輋、康林苑、廣林苑和廣源邨，以及大老山隧道沙田入口。

## 典故
黃泥頭鄰近小瀝源和牛皮沙。該村村民皆鄭姓，先世原居福建省長樂縣，於明末清初之際南遷，至今已有二十四代，已有約三百多至四百年歷史。
鄭氏祖先至本區後，先居於沙田圍一帶，今鄭氏之祖墳仍可見於圓洲角、河畔花園之後；及七、八十年後，由於該處之土地多為鹽田，不宜耕種，乃遷往別處，分別遷往香輋、大輋及茅笪。「香輋」中的「輋」字，據說表示乃無水或缺水之田地，通常此等土地只適宜種植花生或麻等，此類堅實而瘠的黃土，更適宜種植香樹，可能由於村民在該處種植香樹，因而取名「香輋」。
香輋之旁為今之黃泥頭，本是一片黃土之地，故取名黃泥頭，及後，鄭姓人家再從香輋搬往黃泥頭居住，一方面仍然從事種植，另一方面又用該處之黃坭製磚，也有上山斬柴，另外亦有設炭窰燒炭，現今廣源邨附近仍可發現昔日之炭窰 。
該村雖是貧瘠之地，或可說是窮鄉僻壤，但倒也地靈人傑，出過光宗耀祖的才俊，有跡可尋的包括於清光緒十九年（公元1893年）獲得「武魁」的鄭文濤，以及於清光緒二十七年（公元1901年）獲封「欽賜副魁」的鄭汝楠，兩者之功名牌匾仍存於該村之「鄭氏家祠」中，據村中父老謂，類似牌匾曾於和平後無故失去，因此，獲取朝廷功名的，可能不只兩人。